# Moose Lake Provincial Park (Manitoba)
Moose Lake Provincial Park är en provinspark i Manitoba i Kanada. Den ligger cirka 165 km sydöst om Winnipeg nära Lake of the Woods i provinsens sydöstra hörn. Parken består av Moose Lake samt marken runt sjön.